# Telebasis pallida
Telebasis pallida là một loài chuồn chuồn kim trong họ Coenagrionidae.
Telebasis pallida được miêu tả khoa học năm 2010 bởi Machado.